# Nagroda IIFA za Najlepszą Muzykę
Zwycięzcy Nagroda IIFA za Najlepszą Muzykę - nominowani przez znakomitości kina bollywoodzkiego w Indiach wybierani drogą internetowa przez widzów. Nagrody są wręczane na uroczystości poza granicami Indii. Czterokrotnym zwycięzcą jest A.R. Rahman. Dwukrotnym trio Shankar-Ehsaan-Loy.
| rok  | Kompozytor         | Film                  |
| ---- | ------------------ | --------------------- |
| 2000 | A.R. Rahman        | Taal (film)           |
| 2001 | Rajesh Roshan      | Kaho Naa... Pyaar Hai |
| 2002 | A.R. Rahman        | Lagaan                |
| 2003 | A.R. Rahman        | Saathiya              |
| 2004 | Shankar-Ehsaan-Loy | Gdyby jutra nie było  |
| 2005 | Madan Mohan        | Veer-Zaara            |
| 2006 | Shankar-Ehsaan-Loy | Bunty i Babli         |
| 2007 | A.R. Rahman        | Rang De Basanti       |
| 2008 | A.R. Rahman        | Guru                  |